# فرانسيس كوري
فرانسيس كوري (بالإنجليزية: Frances Currey)‏ هي رسامة ومُدرسة أمريكية، ولدت في 1925 في إنديانابوليس في الولايات المتحدة، وتوفيت في ديسمبر 2012.

## وصلات خارجية
- الموقع الرسمي